# クリムネサケイ
クリムネサケイ（栗胸沙鶏、学名: Pterocles namaqua）はサケイ科に分類される鳥類の一種。南部アフリカの乾燥地帯に生息する。

## 分類
1789年にドイツの博物学者であるヨハン・フリードリヒ・グメリンによって、カール・フォン・リンネの『自然の体系』の増補改訂版の中で正式に記載された。グメリンは本種をオオライチョウ属に分類し、学名を Tetrao namaqua とした。グメリンは1783年にイギリスの鳥類学者であるジョン・ラサムが著書の『A General Synopsis of Birds (鳥類の概説)』に記した「Namaqua grous (ナマクアサライチョウ)」に基づいて本種を記載した。現在は1815年にオランダの動物学者であるコンラート・ヤコブ・テミンクが設立したシロハラサケイ属に分類されている。属名は古代ギリシア語の「pteron (翼)」と「-klēs (素晴らしい)」を組み合わせたものである。種小名はタイプ産地であるナミビアと南アフリカ共和国に広がるナマクアランドに由来する。亜種は認められていない。

## 分布と生息地
南アフリカ共和国とその周辺地域の乾燥地帯に生息する。カラハリ砂漠、ナマ・カルー、西ケープ州の一部でよく見られる。ナミビアのナミブ砂漠、ジンバブエ、ボツワナ、アンゴラにも分布する。
砂漠やその他の乾燥地帯を好む。種子、砂利、何らかの淡水源があれば生存が可能である。粗い植生とイネ科の草本が生えた土地に生息する。

## 形態
中型の鳥で、丸みを帯びた体、小さな頭、短い脚が特徴である。全長28cm、体重200-400gに達する。雄は頭、喉、胸がオレンジがかった黄褐色で、胸には白と暗褐色の細い帯が目立つ。背中と翼は茶色のまだら模様と大きな白い斑点があり、オリーブ色の尾からは2本の黒く細長い羽が伸びる。雌と幼鳥の色は保護色となっており、様々な色合いの茶色に白い斑点模様が入る。同所的に生息するフタオビサケイやシロボシサケイと混同されることがある。

## 生態と行動
繁殖期以外では群れを作って生活する。早朝に水場に集まり、数十から数百羽が一箇所に集まることもある。夜は群れで過ごす傾向があり、日没の約1時間前に集まる。日中は小さな群れに分かれて餌を探す。主に種子を食べるが、葉、花、果実、昆虫、軟体動物を食べることもある。嘴で土をつつき、横に払いのけて餌を探す。
繁殖は年間を通じて行われ、降水量に左右される。巣は通常単独で作られるが、時には数組のつがいが近い場所を選ぶ。巣は地面を掘って作られ、乾燥した植物がわずかに敷き詰められている。雌は数日かけて、茶色の模様のあるピンクがかった灰色の卵を2-3個産む。抱卵は最後の卵が産まれた後に始まり、約22日間続く。つがいは交代で抱卵する。雌は日中に抱卵し、雄は日没の約2時間前から夜明けの2時間後まで抱卵する。雛は早熟で、孵化したその日に歩行することもできる。雄は胸の羽毛が特殊な構造をしており、水を吸着することが可能である。水場までの距離は通常10km以内、最大25-30kmであり、雄は胸の羽毛に水を溜めたまま飛行して水を運ぶ。雛は急速に成長し、3週間で完全に羽毛が生え、6週間で飛べるようになる。

## 脅威
生息域内では一般的で、IUCNのレッドリストでは低危険種とされている。幼鳥はマングースが天敵である。羊飼いはヒツジを守るために天敵となる猛禽類やジャッカルを殺しており、これがマングースの個体数増加と、本種の雛の減少につながっている可能性がある。本種の天敵としてはヒメクマタカ、アフリカソウゲンワシ、ラナーハヤブサ、ハヤブサが知られる。鉤頭動物の Moniliformis kalahariensis に寄生される。

## 画像

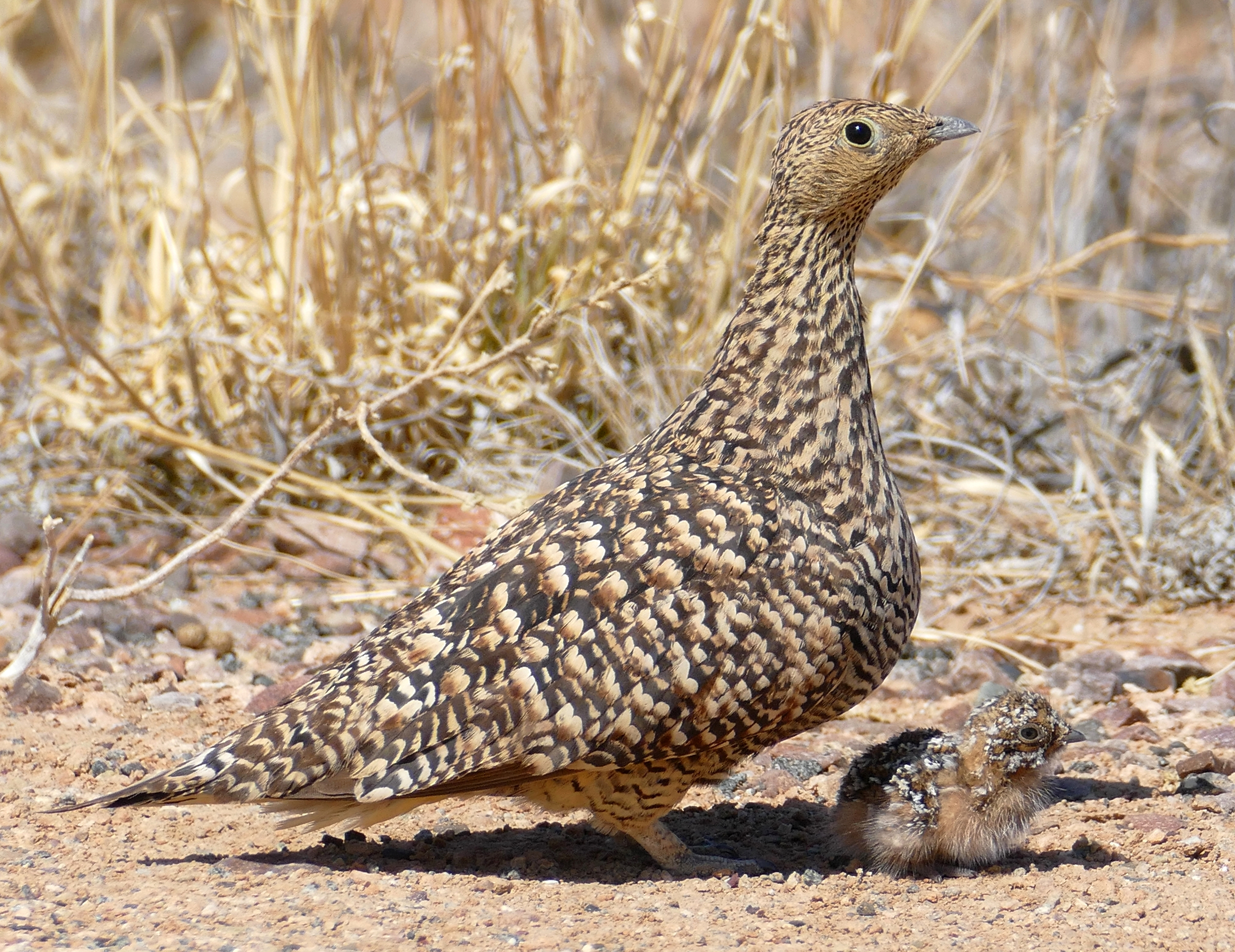
雌と雛
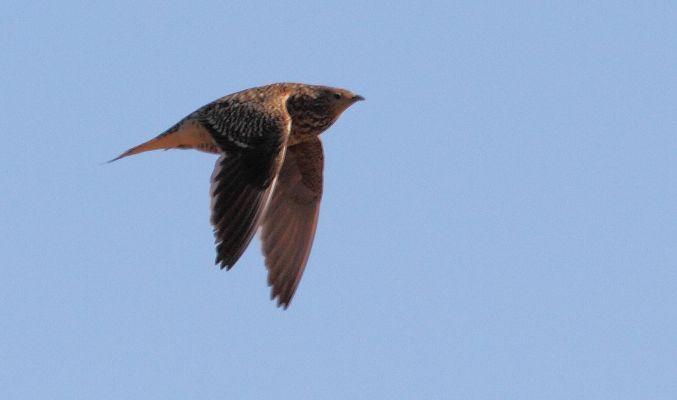
飛翔
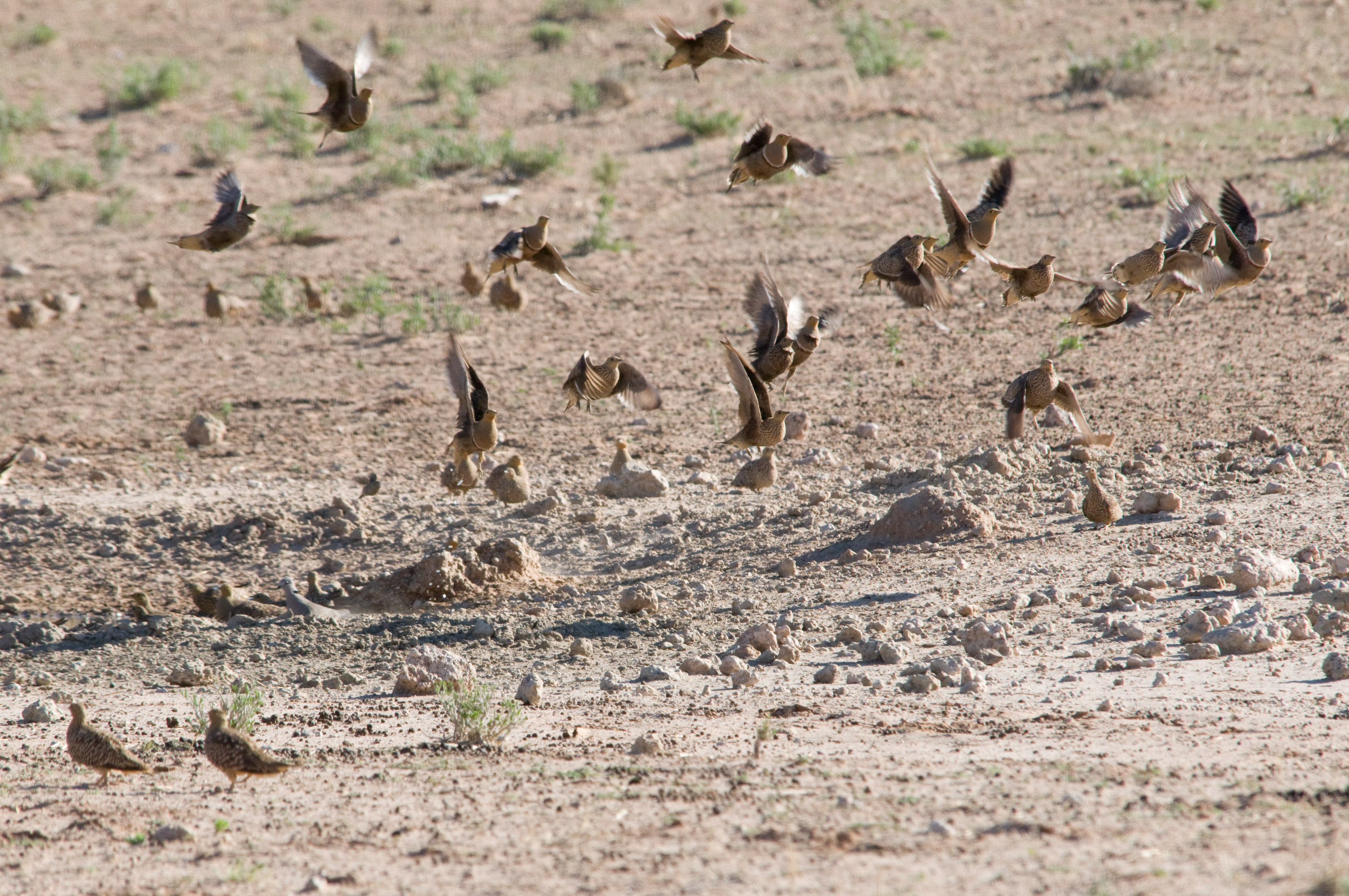
群れ
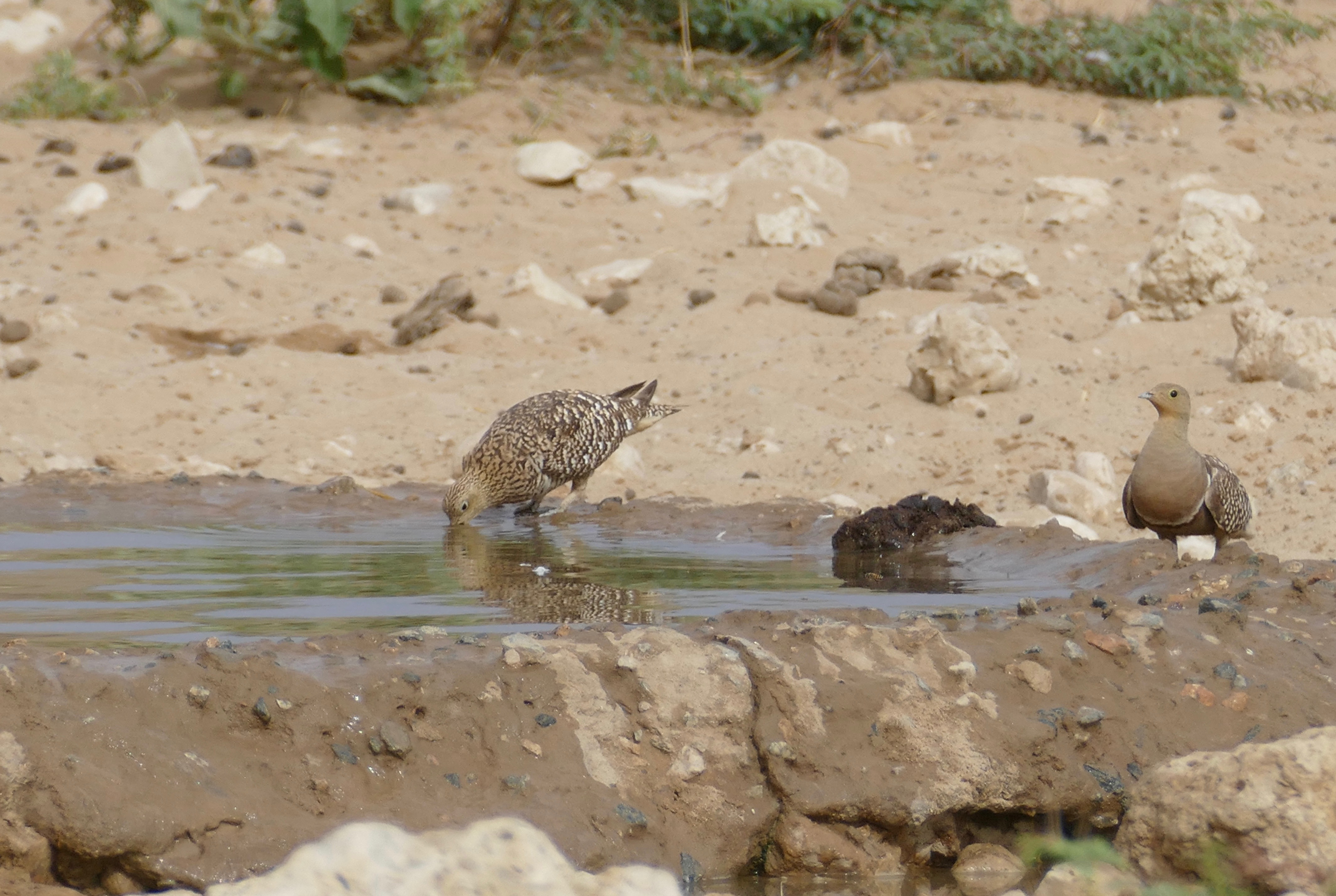
水場
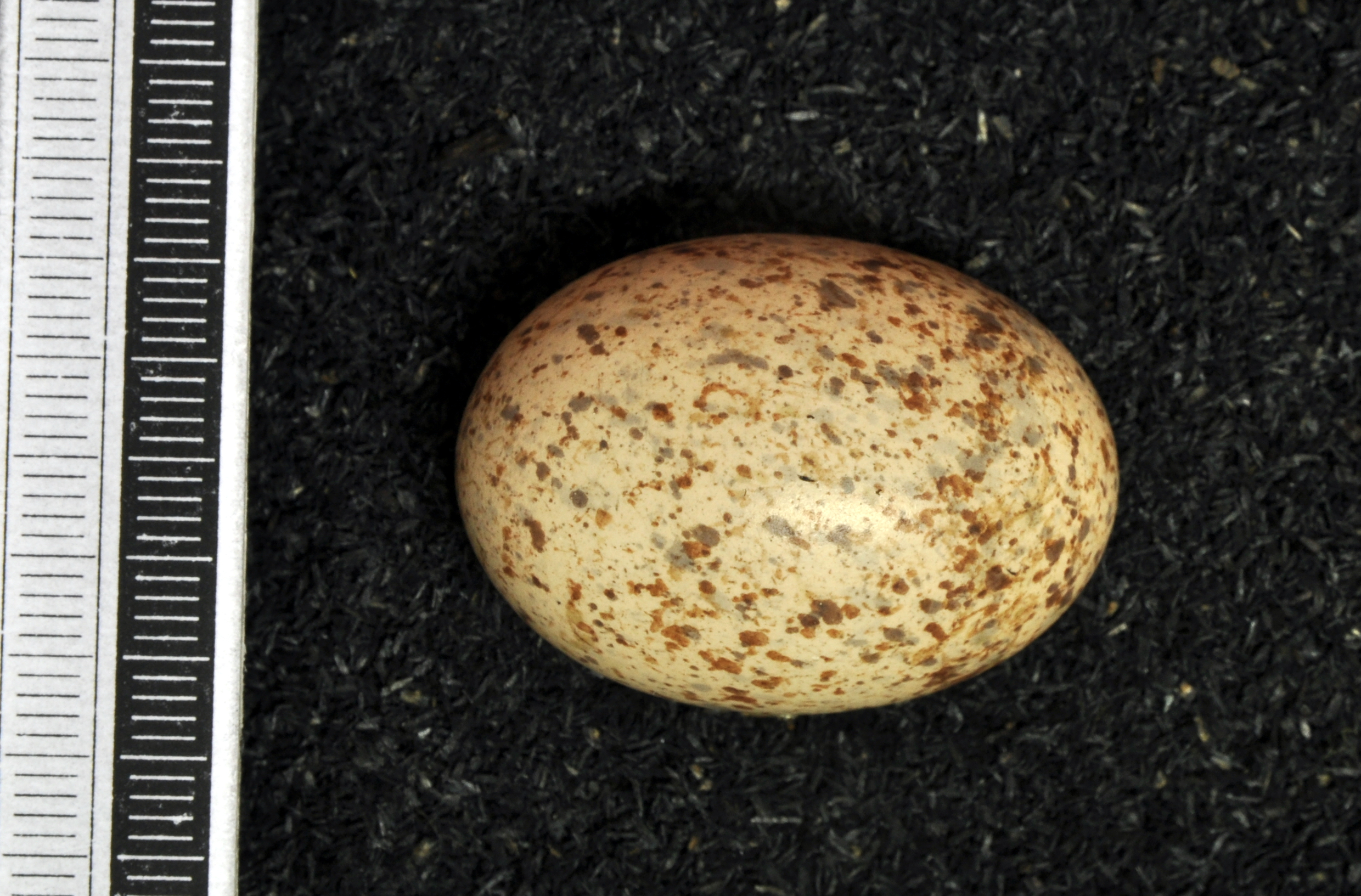
卵